# Brassavola acaulis
Brassavola acaulis es una especie de orquídeas de hábito epifita originaria de Centroamérica.

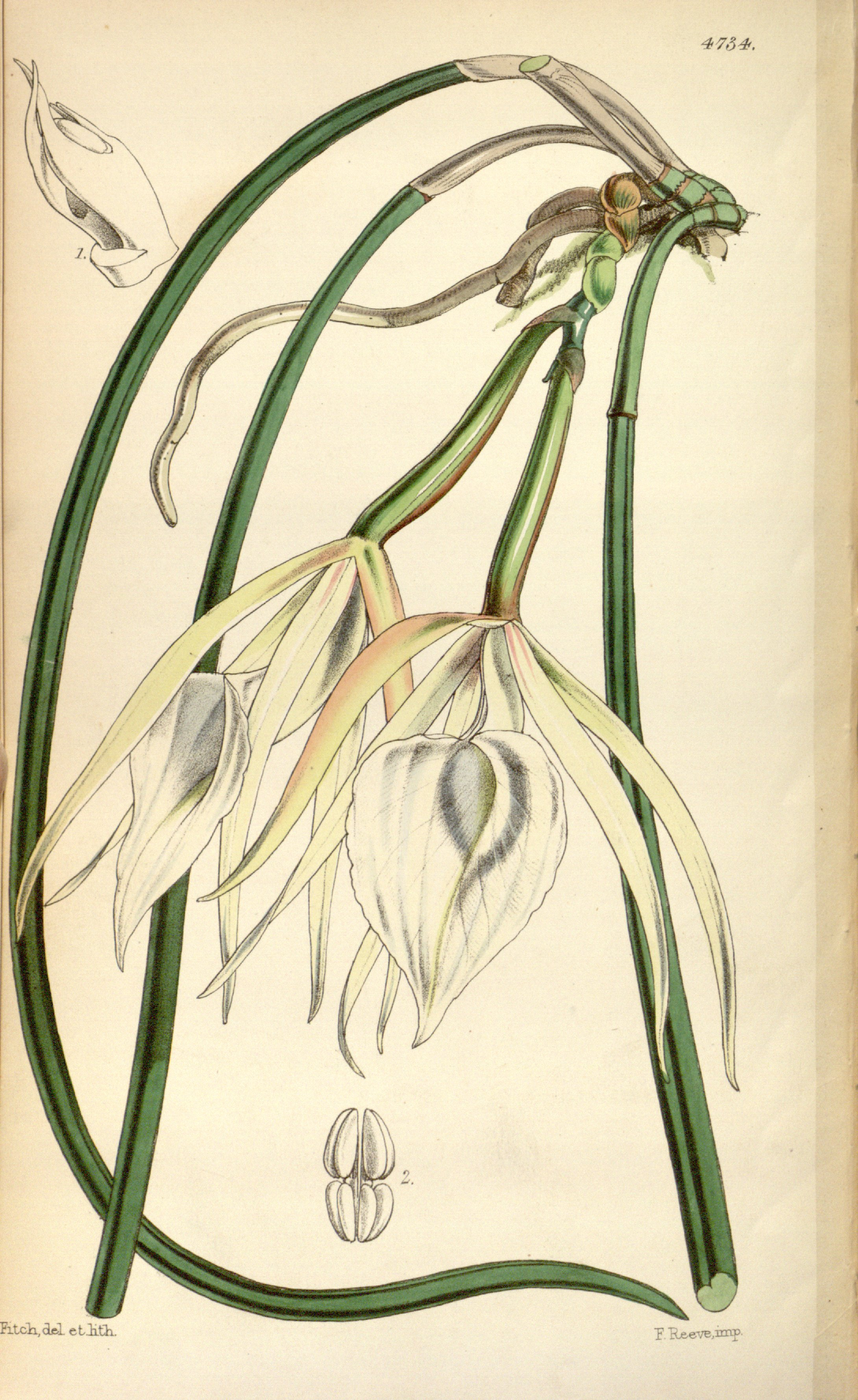
Ilustración

## Descripción
Es una orquídea de tamaño mediano, que prefiere el clima cálido y creciendo epifita con  pedúnculos  colgantes cortos llevando una sola hoja cilíndrica, carnosa verde oscuro, aguda,  con trazas de color rojo. Florece en una inflorescencia que surge de un pseudobulbo maduro que lleva de una a 5 flores, nocturnas, fragantes y cerosas  que se producen en la primavera hasta después de principios de verano.

## Distribución y hábitat
Se encuentra en México, Guatemala, Costa Rica, Nicaragua y Panamá en laderas húmedas.

## Taxonomía
Brassavola acaulis fue descrita por  Lindl. & Paxton en Paxton's Flower Garden 2: 152, f. 216. 1851.
Etimología
Ver: Brassavola

acaulis: epíteto latino que significa "sin tallo".
Sinónimos
- Bletia acaulis Rchb.f.
- Bletia lineata (Hook.) Rchb.f.
- Brassavola lineata Hook.
- Brassavola mathieuana Klotzsch[6][7]